# Baden Cooke
Pour les articles homonymes, voir Cooke.
Baden Cooke, né le 12 octobre 1978 à Benalla en Australie, est un coureur cycliste australien. Professionnel de 2000 à 2013, il a notamment remporté le classement par points du Tour de France 2003.

## Biographie
Baden Cooke doit son prénom au créateur du mouvement scout, le Britannique Robert Baden-Powell. Il commence le cyclisme à 11 ans et étudie au Galen College à Wangaratta.
Il passe professionnel en 2000 dans l'équipe Mercury. En 2002, il rejoint La Française des jeux. Il participe à quatre tours de France consécutifs avec cette formation et remporte une étape et le classement par points du Tour de France 2003.
Sprinter, Baden Cooke est aussi un coureur de classique et de courses flandriennes, comme en témoignent ses victoires sur des courses telles que À travers les Flandres ou le Championnat des Flandres.
L'équipe Saxo Bank le recrute pour la saison 2010, son dirigeant Bjarne Riis estimant qu'il pourra « apporter beaucoup dans les classiques ».
Membre de l'équipe Orica-GreenEDGE à partir de 2012, Baden Cooke arrête sa carrière professionnelle en fin d'année 2013.
Après sa retraite, Cooke annonce son intention de travailler dans le management de cyclisme. En janvier 2014, il devient l'agent de son ancien coéquipier, le vainqueur du Tour d'Espagne 2013 Chris Horner. Il est également devenu ensuite l'agent de Michael Matthews, Gert Steegmans et Janez Brajkovic.
En 2016, il prend des parts dans les sociétés Factor bikes et Black Inc wheels.

## Palmarès

### Palmarès année par année
| - 2000 - Champion d'Australie de l'américaine (avec Stephen Pate) - 7e étape du Rapport Toer - 4e étape de la Fitchburg Longsjo Classic - 2e et 4e étapes de la Cascade Classic - Prix des blés d'or - 2ea, 3eb et 6e étapes de l'Herald Sun Tour - 2001 - Valley of the Sun Stage Race : - Classement général - 2e et 3e étapes - 1re et 2e étapes de la McLane Pacific Classic - 4e étape de la Sea Otter Classic - 2e étape de la Solano Bicycle Classic - 2e et 4e étapes de la Fitchburg Longsjo Classic - Wendy's International Cycling Classic : - Classement général - 1re, 2e et 6e étapes - 6e et 10e étapes du Tour de l'Avenir - 2002 - 6eb étape du Circuit des Mines - Tro Bro Leon - À travers les Flandres - 1re étape du Grand Prix du Midi libre - Paris-Corrèze : - Classement général - 1re étape - Herald Sun Tour : - Classement général - 2ea et 3e étapes - 3e de la course en ligne des Jeux du Commonwealth - 3e du Grand Prix de Plouay - 9e du championnat du monde sur route - 2003 - 1re et 4e étapes du Tour Down Under - 3e étape du Tour méditerranéen - 9e étape du Tour de Suisse - Tour de France : - Classement par points - 2e étape - Grand Prix de Fourmies - Championnat des Flandres - 2e d'À travers les Flandres - 4e de Paris-Tours | - 2004 - Jayco Bay Classic : - Classement général - 1re et 4e étapes - 6e étape du Tour Down Under - Grand Prix d'ouverture La Marseillaise - 1re et 3e étapes du Tour méditerranéen - 2e étape des Trois Jours de La Panne - 2e, 3e et 5e étapes de l'Herald Sun Tour - 3e du Tour Down Under - 3e du Grand Prix de Villers-Cotterêts - 2005 - 1re étape du Tour de Pologne - 4e et 5e étapes de l'Herald Sun Tour - 6e de Gand-Wevelgem - 2006 - Grand Prix d'ouverture La Marseillaise - 1re étape de la Course de la Paix - Halle-Ingooigem - 5e étape du Tour de la Région wallonne - 3e du Circuit des bords flamands de l'Escaut - 6e de Paris-Tours - 2007 - 4e étape du Tour Down Under - 2e étape de l'Étoile de Bessèges - Championnat des Flandres - 2e du Circuit du Houtland - 3e du Grand Prix de Fourmies - 8e de Gand-Wevelgem - 2008 - 1re étape de la Jayco Bay Classic - 2e étape de la Clásica de Alcobendas - 3e étape de l'Herald Sun Tour - 3e de la Jayco Bay Classic - 2010 - 4e étape de la Jayco Bay Classic - 2011 - 2e de Paris-Bourges - 2e de Binche-Tournai-Binche - 10e de Gand-Wevelgem - 2012 - 1re étape de Tirreno-Adriatico (contre-la-montre par équipes) |  |

### Résultats sur les grands tours

#### Tour de France
6 participations
- 2002 : 127e
- 2003 : 140e,  vainqueur du classement par points et de la 2e étape
- 2004 : 139e
- 2005 : 142e
- 2008 : abandon (12e étape)
- 2012 : 117e

#### Tour d'Italie
2 participations
- 2005 : abandon (13e étape)
- 2010 : non-partant (9e étape)

#### Tour d'Espagne
1 participation
- 2013 : abandon (15e étape)

### Classements mondiaux
| Année                  | 2005 | 2006 | 2007 | 2008 | 2009 | 2010 | 2011 | 2012 | 2013 |
| ---------------------- | ---- | ---- | ---- | ---- | ---- | ---- | ---- | ---- | ---- |
| Classement ProTour     | 118e |      | 137e |      |      |      |      |      |      |
| Calendrier mondial UCI |      |      |      |      | 242e |      |      |      |      |
| UCI World Tour         |      |      |      |      |      |      | 187e | 201e | nc   |
| UCI Europe Tour        |      | 6e   |      | 111e | 168e |      |      |      |      |
| UCI Oceania Tour       |      |      |      |      | 19e  |      |      |      |      |